# فرزند پسر باید اینطور باشد
فرزند پسر باید اینطور باشد (به هندی: Beta Ho To Aisa) فیلمی محصول سال ۱۹۹۴ و به کارگردانی سی. پی دیکشیت است. در این فیلم بازیگرانی همچون گوویندا، آنورادا، وارشا اوسگااونکار، آسرانی، راضا مراد، گلشن گروور، شارات ساکسنا ایفای نقش کرده‌اند.